# Friedemann Kessler
Friedemann Kessler (Hessheim, Alemania, 15 de julio de 1949) considerado uno de los pedagogos pianistas más importantes en la historia magisterial de la Universidad de Guadalajara. Innovador de técnicas de la enseñanza pianística y responsable de la creación de un grupo de alumnos que perpetúan sus enseñanzas en el Departamento de Música de la Universidad de Guadalajara.

## Biografía
Friedemann Kessler nació en Hessheim, Alemania, el 15 de julio de 1949. A los siete años de edad, recibió sus primeras clases de violín y piano. Simultáneamente aficionado al órgano, ocupa el puesto de organista principal en la Parroquia principal que conduce su padre de los trece a los veintiséis años. A los dieciséis años decide dedicarse al piano como carrera profesional.
Desde temprana edad, realiza actividades artísticas como concertista solista y como acompañante en música de cámara. Paralelamente a los estudios de pedagogía musical, cursa estudios de filosofía, teología, historia y ciencias de la música en la Universidad de Saar, Alemania. En 1973 obtiene su Licenciatura como maestro de piano, y en ese mismo año, comienza su carrera internacional como Dúo de piano conformado hasta en la actualidad por él mismo y la Mtra. Elena Camarena.
Realiza estudios de Postgrado en la Folkwanghochschule de Essen obteniendo el título de concertista. A partir de 1971, obtiene un puesto docente en la Escuela de Música de Saarbrücken. Desde 1980, obtiene el puesto docente en la Escuela Superior de Ciencias Pedagógicas del estado Renana-Palatinado.
En 1984, recibe un nombramiento como maestro titular en la Escuela de Música de la Universidad de Guadalajara, México. Simultáneamente es profesor investigador en la temática Pedagogía en la Educación Musical Artística.
En 1986, asume la docencia de la Cátedra de Música de Cámara en la misma Escuela de Música. Paralelamente a la actividad pedagógica, imparte cursos en diferentes países como : Costa Rica, Bolivia y Alemania.
Efectúa diversas grabaciones como solista y a dúo con la pianista Elena Camarena para diferentes emisoras de radio y televisión. En Alemania: Saarländischen Rundfunk, Südwestfunk, Nordeutschen Rundfunk, Westdeutschen Rundfunk y otras emisoras extranjeras. Así mismo realiza grabaciones discográficas internacionales bajo el sello Sond-Star Tonproduction. En 1991, lleva a cabo la grabación completa para piano a cuatro manos de Mozart en los Teatros : Aattoen Essen, Kaiserlautern, Neustadt an der Weintrasse (Alemania), en Guadalajara, Jalisco, México, San José de Costa Rica, El Salvador, Bogotá, Colombia y la Ciudad de México, a dúo con Elena Camarena. 
Realiza diversas giras de conciertos a Rusia, Estados Unidos, Alemania, Asia y América Latina.
Participa activamente en Festivales Internacionales como : Bochumer Klaviersommer, Festival Internacional Mozart en Leningrado y el Festival Internacional de Música en San José de Costa Rica.
De 1997 a 1998 realiza diversas presentaciones como solista con la Orquesta Sinfónica de Jalisco y la Orquesta Sinfónica de Guanajuato.
En 1998, impartió cursos de perfeccionamiento pianístico en la Escuela de Música de la Universidad de Guanajuato.
Radica en Alemania.